# Občanská demokratická aliance
Občanská demokratická aliance (ODA), deutsch Demokratische Bürgerallianz, war eine liberal-konservative Partei in Tschechien, die von 1989 bis 2007 bestand.

## Geschichte

### Gründung in der Wendezeit
Aus Kreisen der tschechoslowakischen Dissidentenbewegung der 1980er Jahre heraus erfolgte nach der Samtenen Revolution im November 1989 die Gründung der Občanská demokratická aliance. Sie wurde bereits 1990 als Beobachter in die Europäische Volkspartei, den europäischen Zusammenschluss christdemokratischer und Mitte-rechts-Parteien, aufgenommen. Bei den Wahlen 1990 kandidierten die Mitglieder der ODA noch im Rahmen des Bürgerforums (Občanské fórum). Erst 1992 trat sie als unabhängige Partei auf. Ein Teil der kleinen Liberálně demokratická strana (LDS; Liberaldemokratischen Partei) fusionierte 1992 mit der ODA, diese wurde dadurch auch Partner der Liberalen Internationale.

### Regierungsbeteiligung (1992–1998)
Die ODA war mit Ministern an den Regierungen  der Tschechischen Republik von Václav Klaus 1992–1998 und im Übergangskabinett von Tošovský 1998 beteiligt. Vladimír Dlouhý war von 1989 bis 1992 Wirtschaftsminister der ČSFR, und von 1992 bis 1996 tschechischer Industrie- und Handelsminister, auch sein Nachfolger Karel Kühnl, der von 1997 bis 1998 amtierte, gehörte bis 1998 der ODA an.
Ihre größten Erfolge erreichte die ODA in den 1990er Jahren. Bei der Wahl zum Tschechischen Nationalrat 1992 erhielt sie 5,9 % der Stimmen und 14 Sitze, sie verfehlte aber mit 4,98 % bzw. 4,08 % den Einzug in beide Kammern des damals noch bestehenden Parlamentes der ČSFR, das zum 31. Dezember 1992 mit der Auflösung des Gesamtstaates seine Tätigkeit einstellte. 1996 holte die Partei bei den Wahlen zur aus dem Tschechischen Nationalrat hervorgegangenen Poslanecká sněmovna (Abgeordnetenhaus) 6,4 % der Stimmen und damit 13 Sitze. Bei den vorgezogenen Wahlen 1998 erreichte sie jedoch kein Mandat mehr im Abgeordnetenhaus.

### Bedeutungsverlust (ab 1998)
Nach dem Zerbrechen der Koalitionsregierung Klaus war die ODA ab 1997 durch innerparteiliche Querelen zunehmend mit sich selbst beschäftigt und verlor nach und nach ihren Einfluss. 1997 verließ der Mitbegründer Ivan Mašek die Partei. 1998 erhielt die ODA noch vier Sitze im Senat, bei den Wahlen von 2000 und 2004 erhielt sie jeweils noch ein Mandat.
Nach den Parlamentswahlen 1998 formte die ODA zusammen mit drei weiteren Parteien der Mitte, KDU-ČSL und den Parteien US und DEU, die später zur US-DEU fusionierten die sogenannte Viererkoalition. Dieses Bündnis sollte als Alternativangebot zur Zusammenarbeit der beiden großen Parteien ČSSD und ODS im Abgeordnetenhaus mit dem sogenannten Oppositionsvertrag dienen und war phasenweise – z. B. 2000 bei den Wahlen der Vertretungen der Tschechischen Regionen (Kraj) relativ erfolgreich. Die vorangegangenen Misserfolge der ODA bei den Wahlen führten allerdings zur Überschuldung der ODA und Streit innerhalb der Viererkoalition. Politiker wie Václav Jehlička und Vlasta Parkanová wechselten zur KDU-ČSL, Jiří Pospíšil zur ODS.
Auf europäischer Ebene wechselte die ODA von der christdemokratischen EVP zur Europäischen Liberalen, Demokratischen und Reformpartei (ELDR), wo sie Ende 2001 die Vollmitgliedschaft erhielt. 2002 kündigte die KDU-ČSL der mit 70 Millionen Tschechischen Kronen verschuldeten ODA die Zusammenarbeit auf, um einen Kurswechsel zur ČSSD hin einzuleiten. Die Kandidaten der ODA wurden daraufhin von der gemeinsamen Kandidatenliste für die Parlamentswahlen 2002 wieder gestrichen, was das faktische Ende der Viererkoalition bedeutete. Die ODA erreichte bei den Wahlen zum Abgeordnetenhaus 2002 nur 0,5 % der Stimmen und verfehlte damit deutlich den Wiedereinzug in das Abgeordnetenhaus.
Bei den Wahlen zum EU-Parlament 2004 bildete die ODA als Mitglied der liberalen ELDR zusammen mit den ebenfalls liberalen Parteien Cesta změny, Unie svobody – Demokratická unie und Liberální reformní strana das Wahlbündnis Unie liberálních demokratů (Union der liberalen Demokraten). Dieses blieb jedoch mit 1,7 % der Wählerstimmen ohne Mandat.
Zuletzt war die ODA zunehmend in die Bedeutungslosigkeit versunken und stellte mit Karel Schwarzenberg nur noch einen einzigen Abgeordneten im Senat. Am 1. Dezember 2007 beschloss die Partei mit Wirkung zum 31. Dezember 2007 ihre Selbstauflösung. Schwarzenberg beteiligte sich 2009 an der Gründung der Partei TOP 09 und wurde ihr Vorsitzender.
Im September 2016 initiierte der tschechische Unternehmer Pavel Sehnal eine Neugründung der Partei. Programmatisch und personell steht diese Partei jedoch nur bedingt in Tradition der früheren ODA. Mehrere Mitglieder der „alten“ ODA, z. B. der ehemalige Vorsitzende und Parlamentsabgeordnete Daniel Kroupa distanzierten sich von der Neugründung.

## Vorsitzende
- 1989–1992 Pavel Bratinka
- 1992–1997 Jan Kalvoda
- 1997, 2001–2002 Michael Žantovský
- 1997–1998 Jiří Skalický
- 1998–2001 Daniel Kroupa
- 2002–2007 Jiřina Nováková